# گوبیچ
گوبیچ (به آلمانی: Gaubitsch) یک منطقهٔ مسکونی در اتریش است که در ناحیه میستلباخ واقع شده‌است. گوبیچ ۹۳۷ نفر جمعیت دارد.